# Displayschutzfolie

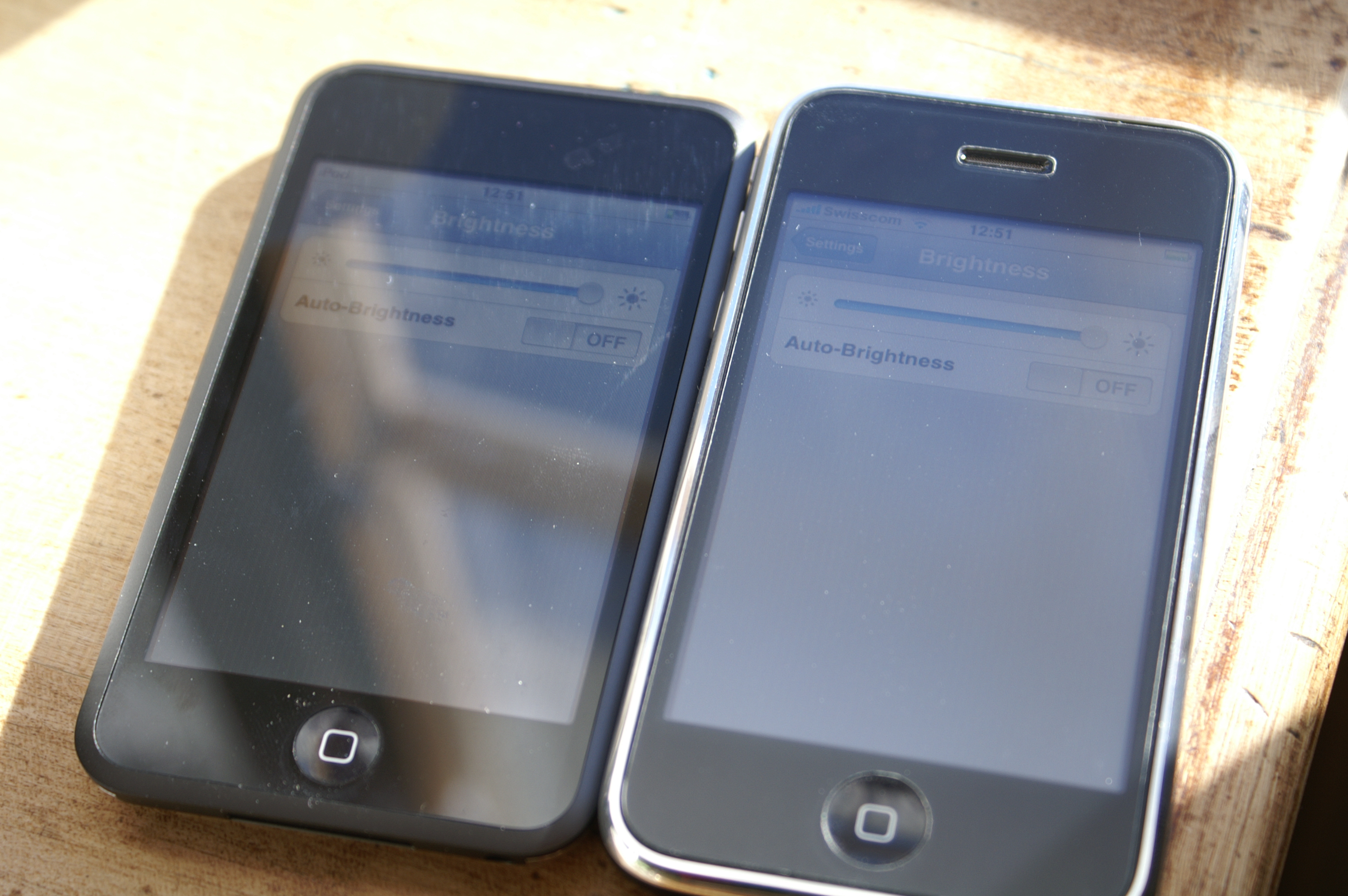
Gerät ohne und mit Displayschutzfolie

Displayschutzfolien sind speziell gefertigte Folien, welche die schon ab Werk vorhandene Schutzschicht des Displays schützen sollen, sie können auch nachträglich in passgenauer Form im Plotverfahren hergestellt und angebracht werden.

## Beschaffenheit
Displayschutzfolien bestehen aus verschiedenen Schichten, die speziell für ihren Zweck angepasst sind. Eine Haftschicht ermöglicht das Halten auf der Bildschirmoberfläche. Dabei wird unter anderem Wert darauf gelegt, dass sich die Schutzfolie blasenfrei auftragen und rückstandsfrei ablösen lässt. Die eigentliche Schutzschicht ist darauf ausgelegt, das Display beispielsweise vor Kratzern zu schützen, soll aber die Bedienbarkeit des Gerätes nicht einschränken. Zum vereinfachten Anbringen liegt die Schutzfolie auf einem Trägermaterial. Bei der Herstellung einer Displayschutzfolie wird die Schutzschicht schnell erhitzt und wieder gekühlt, um die Schicht zu härten und eine hohe Oberflächenhärte zu erhalten. Die Oberflächenhärte der Schutzschicht wird im Smartphonesektor mit der Hilfe der mohsschen Härteskala gemessen, welche die Ritzstärke eines Materials in Abhängigkeit von der Härte darstellt und darüber Auskunft erteilt, welches Material die Displayschutzfolie zerstören kann. Häufig entsprechen mit "9H" beworbene Displayschutzfolien jedoch nicht annähernd der Härte von Saphirglas, da irreführenderweise mit der Bleistifthärte verglichen wird.
| Härtegrad(H) | Zu zerstörendes Mineral | Vergleichbarer Gegenstand im Alltag |
| ------------ | ----------------------- | ----------------------------------- |
| 1H           | Talk                    |                                     |
| 2H           | Gips/Halit (Steinsalz)  |                                     |
| 3H           | Calcit (Kalkspat)       | Kunststoff-Schutzfolie              |
| 4H           | Fluorit (Flussspat)     | Kunststoff-Schutzfolie              |
| 5H           | Apatit                  | Herkömmliches Glas                  |
| 6H           | Orthoklas               | Stahlmesser                         |
| 7H           | Quarz                   | Gorilla Glas                        |
| 8H           | Topas                   |                                     |
| 9H           | Korund                  | Saphirglas                          |
| 10H          | Diamant                 |                                     |

## Arten
Man unterscheidet zwischen:

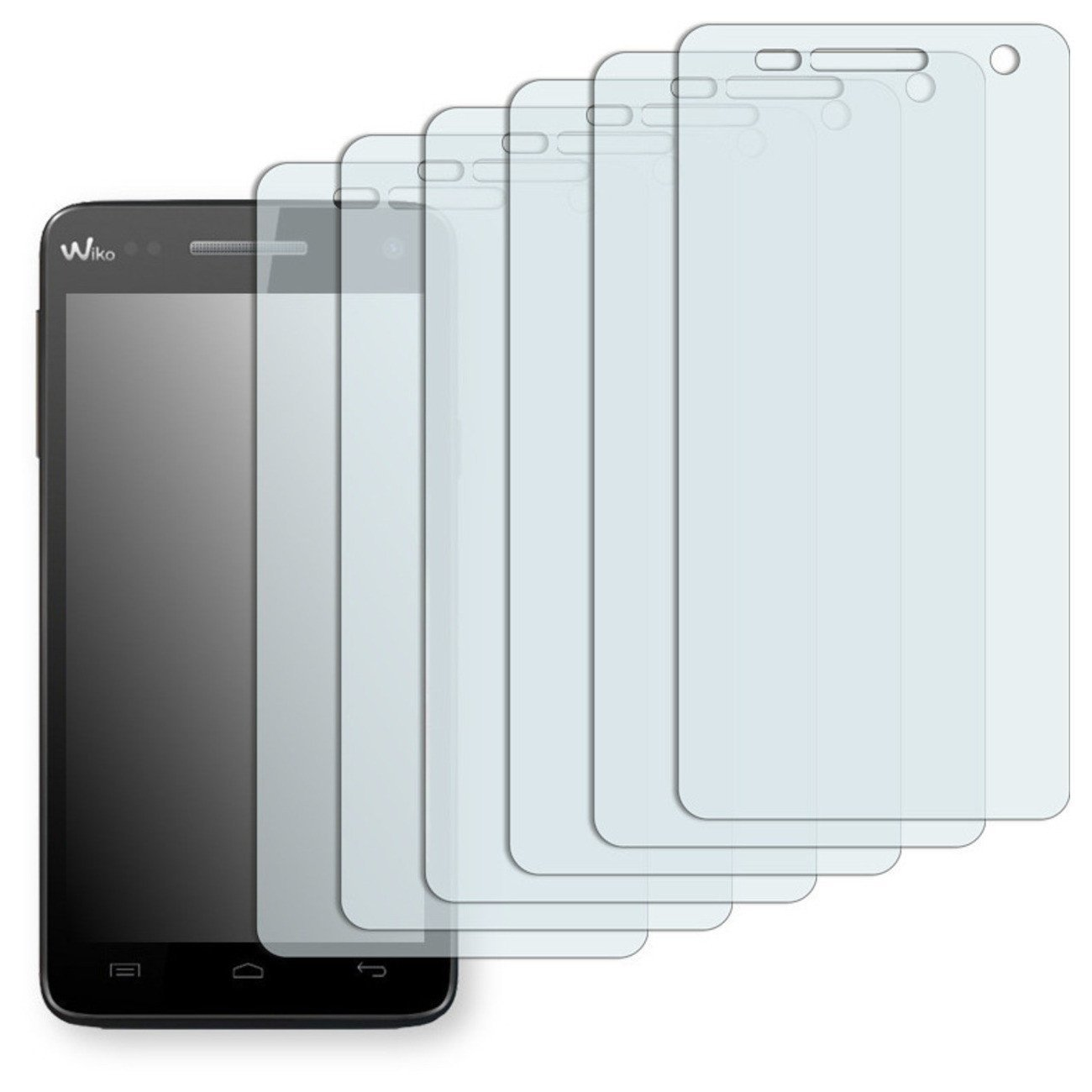
Displayschutzfolie für Displays von Medien-Endgeräten

- Antishock-/Panzer-Schutzfolien: Sie sind kratzfest und sollen sogar Hammerschlägen standhalten, ohne das darunterliegende Glas zu beschädigen.
- Transparente Displayschutzfolien: Sie ermöglichen eine möglichst unveränderte Sicht auf das Display.
- Antireflektierende Displayschutzfolien: Diese sollen die Lesbarkeit des Gerätes bei Sonnenlicht oder künstlichem Licht erhöhen.[1]
- Vollverspiegelte Displayschutzfolien: Sie werden bei eingeschaltetem Display durchsichtig und sind bei ausgeschaltetem Display als Spiegel verwendbar.
- Folien-Displayschutz zum Aufsprühen: Hierbei wird eine Schutzschicht aus einem Behältnis aufgesprüht. Mit dieser Art vermeidet man das Zuschneiden oder blasenwerfende Aufkleben einer Folie.[2] Andererseits kann ein beschädigter Displayschutz nicht mehr entfernt werden.
- Blickschutz-Folie: Sie grenzen den Betrachtungswinkel auf ca. 30 Grad ein.

## Anwendung
Displayschutzfolien werden eingesetzt um Displays und Monitore von Medien-Endgeräten zu schützen:
- Monitore
- Smartphone-Displays
- Notebooks, Laptop und Tablet Computer